# Jonas Nay
Jonas Nay (Lübeck, 20 de setembro de 1990) é um ator e músico alemão conhecido por interpretar Martin Rauch em Deutschland 83, a primeira série de TV em língua alemã exibida na televisão americana e suas sequências, Deutschland 86 e Deutschland 89.

## Prêmios
- 2011: German Television Awards, por Homevideo
- 2012: Grimme-Preis por Homevideo
- 2012: New Faces Award por Homevideo
- 2012: Günter-Strack por Homevideo
- 2014: Bavarian Film Award em 2013 como "melhor ator revelação" por Hirngespinster
- 2016: German Television Awards, melhor ator por Deutschland 83, Tannbach[2]